# Dongsheng
Dongsheng is een stad in Binnen-Mongolië in China. Dongsheng heeft meer dan 400.000 inwoners. Dongsheng ligt in het noorden van China. Het ligt in de prefectuur Ordos. Dongsheng is de zetel van het arrondissement Dongsheng en van de prefectuur Ordos. Door Dongsheng loopt de nationale weg G109.